# Erste Bank Open 2020
Erste Bank Open 2020 byl tenisový turnaj pořádaný jako součást mužského okruhu ATP Tour, který se odehrával na krytých dvorcích s tvrdým povrchem Rebound Ace v komplexu Wiener Stadthalle. Konal se mezi 26. říjnem až 1. listopadem 2020 v rakouské metropoli Vídni jako čtyřicátý šestý ročník turnaje.
Turnaj s celkovým rozpočtem 1 550 950 eur patřil do kategorie ATP Tour 500. Nejvýše nasazeným hráčem ve dvouhře se opět stal první tenista světa Novak Djoković ze Srbska, kterého ve čtvrtfinále hladce vyřadil italský kvalifikant a pozdější finalista Lorenzo Sonego. Djoković tak v dohraných zápasech sezóny 2020 utržil teprve druhou porážku. Jako poslední přímý účastník do hlavní singlové soutěže nastoupil 31. hráč žebříčku, Polák Hubert Hurkacz.
Sedmý singlový titul na okruhu ATP Tour vybojoval 23letý Rus Andrej Rubljov, jenž se v probíhající sezóně stal prvním pětinásobným šampionem. Čtyřhru ovládla polsko-brazilská dvojice Łukasz Kubot a Marcelo Melo, jejíž členové získali po triumfech v letech 2015 a 2016 třetí vídeňskou trofej a celkově patnáctou společnou.

## Distribuce bodů a finančních odměn

### Distribuce bodů
| Soutěž  | vítězové | finalisté | semifinalisté | čtvrtfinalisté | 16 v kole | 32 v kole | Q  | Q2 | Q1 |
| ------- | -------- | --------- | ------------- | -------------- | --------- | --------- | -- | -- | -- |
| dvouhra | 500      | 300       | 180           | 90             | 45        | 0         | 20 | 10 | 0  |
| čtyřhra | 500      | 300       | 180           | 90             | 0         | —         | —  | —  | —  |

### Finanční odměny
| Soutěž                   | vítězové  | finalisté | semifinalisté | čtvrtfinalisté | 16 v kole | 32 v kole | Q2      | Q1      |
| ------------------------ | --------- | --------- | ------------- | -------------- | --------- | --------- | ------- | ------- |
| dvouhra                  | 105 240 € | 85 000 €  | 61 000 €      | 41 500 €       | 32 755 €  | 18 095 €  | 8 245 € | 4 580 € |
| čtyřhra                  | 40 050 €  | 32 190 €  | 25 400 €      | 18 000 €       | 9 920 €   | —         | —       | —       |
| ve čtyřhře částky na pár |           |           |               |                |           |           |         |         |

## Dvouhra

### Nasazení hráčů
| Země                          | Hráč               | ATP | Nasazení |
| ----------------------------- | ------------------ | --- | -------- |
| Srbsko                        | Novak Djoković     | 1.  | 1.       |
| Rakousko                      | Dominic Thiem      | 3.  | 2.       |
| Řecko                         | Stefanos Tsitsipas | 5.  | 3.       |
| Rusko                         | Daniil Medveděv    | 6.  | 4.       |
| Rusko                         | Andrej Rubljov     | 8.  | 5.       |
| Argentina                     | Diego Schwartzman  | 9.  | 6.       |
| Francie                       | Gaël Monfils       | 11. | 7.       |
| Kanada                        | Denis Shapovalov   | 12. | 8.       |
| Žebříček ATP k 19. říjnu 2020 |                    |     |          |

### Jiné formy účasti na turnaji
Následující hráči obdrželi divokou kartu do hlavní soutěže:
- Novak Djoković[6]
- Dennis Novak
- Jurij Rodionov
- Jannik Sinner

Následující hráč obdržel zvláštní výjimku:
- Dan Evans

Následující hráči nastoupili do hlavní soutěže pod žebříčkovou ochranou:
- Kevin Anderson
- Kei Nišikori

Následující hráči postoupili z kvalifikace:
- Attila Balázs
- Aljaž Bedene
- Norbert Gombos
- Vasek Pospisil

Následující hráči postoupili z kvalifikace jako tzv. šťastní poražení:
- Jason Jung
- Vitalij Sačko
- Lorenzo Sonego

### Odhlášení
před začátkem turnaje
- Matteo Berrettini → nahradil jej  Taylor Fritz
- Fabio Fognini → nahradil jej  Filip Krajinović
- David Goffin → nahradil jej  Jan-Lennard Struff
- John Isner → nahradil jej  Jason Jung
- Kei Nišikori → nahradil jej  Vitalij Sačko
- Milos Raonic → nahradil jej  Hubert Hurkacz
- Diego Schwartzman → nahradil jej  Lorenzo Sonego

## Čtyřhra

### Nasazení párů
| Země                                                                      | Hráč                  | Země               | Hráč          | ATP | Nasazení |
| ------------------------------------------------------------------------- | --------------------- | ------------------ | ------------- | --- | -------- |
| Chorvatsko                                                                | Mate Pavić            | Brazílie           | Bruno Soares  | 11. | 1.       |
| USA                                                                       | Rajeev Ram            | Spojené království | Joe Salisbury | 16. | 2.       |
| Polsko                                                                    | Łukasz Kubot          | Brazílie           | Marcelo Melo  | 24. | 3.       |
| Francie                                                                   | Pierre-Hugues Herbert | Francie            | Nicolas Mahut | 25. | 4.       |
| Žebříček ATP k 19. říjnu 2020; číslo je součtem postavení obou členů páru |                       |                    |               |     |          |

### Jiné formy účasti
Následující páry obdržely divokou kartu do hlavní soutěže:
- Dominic Thiem /  Dennis Novak
- Daniel Evans /  Oliver Marach

Následující pár postoupil do čtyřhry z kvalifikace:
- Karol Drzewiecki /  Szymon Walków

## Přehled finále

### Mužská dvouhra
- Andrej Rubljov vs.  Lorenzo Sonego, 6–4, 6–4

### Mužská čtyřhra
- Łukasz Kubot /  Marcelo Melo vs.  Jamie Murray /  Neal Skupski, 7–6(7–5), 7–5